# Trichohestima setifera
Trichohestima setifera là một loài bọ cánh cứng trong họ Cerambycidae.